# 加影—芙蓉大道
加影-芙蓉大道，简称加芙大道（缩写LEKAS）是位于马来西亚半岛的一条高速公路，从雪兰莪州加影连接至森美兰州芙蓉，全长44.3公里（27.5英里）。

## 概要
该大道设计的主要目的是要经过士毛月、巴音、文丁和沉香，再通往芙蓉内环公路，以有效解决由雪兰莪州加影至森美兰州芙蓉的交通拥挤情况，尽管该地区已设有其他高速公路如南北大道南段和隆芙大道。

## 路线背景
加芙大道的零公里处位于1804号出口的加影金山岭交通枢纽，由此连接E18加影外环公路和雪兰莪州加影附近的加影绕道公路。驾驶者使用该大道从加影通往芙蓉最南部，路程只需约30分钟就可抵达目的地。

## 历史
该大道工程项目于1997年获得政府批准，并于2002年开始建设；然而，当时的特许经营商加影－芙蓉大道有限公司（Kaseh）面临财务问题，道路工程被迫展延。于2006年11月，该项工程重新出发，由另一家特许经营商加影－芙蓉大道私人有限公司（Lekas）接手。Lekas公司为Kaseh公司和IJM公司的合营公司，股权各占一半，计划于2009年12月完成该项目。

## 高速公路收费
加芙大道由加影南部-沉香（Kajang Selatan-Setul)收费站采用封闭式收费系统,但安邦彦（Anpangan)收费站采用开放式收费系统。
电子付费系统

从2016年3月2日开始，该大道只接受电子收费（Touch'nGo,Smart TAG和RFID），不接受现金付费。这是第一条逐步取消封闭收费系统的封闭式收费高速公路。